# Hidayat Orujov
Hidayat Khudush oglu Orujov (en azéri : Hidayət Orucov Xuduş oğlu) est un écrivain et un homme politique azerbaïdjanais. Il est devenu président du Comité d'État pour le travail avec les organisations religieuses de la République d'Azerbaïdjan en 2006 et est actuellement ambassadeur d'Azerbaïdjan au Kirghizistan.

## Jeunesse
Orujov est né le 5 septembre 1944 dans le village de Tkhut situé dans la région de Syunik, en Arménie. Il est diplômé du département de philologie de l'Université d'État de Bakou. Après avoir obtenu son diplôme, il a travaillé comme enseignant dans son village et pour le journal Arménie soviétique pendant une brève période, et en juillet 1968, il a été nommé directeur du théâtre dramatique d'État d'Azerbaïdjan Jaffar Jabbarli Iravan où il a travaillé pendant six ans. En tant qu'écrivain, il était connu sous le pseudonyme de Hidayet. Orujov a également dirigé le Conseil de la littérature azerbaïdjanaise de l'Union des écrivains d'Arménie et a enseigné la littérature azerbaïdjanaise des XIXe et XXe siècles à l'Université pédagogique d'État arménienne . Il est reconnu pour avoir publié de nombreux livres sur la littérature azerbaïdjanaise et oghouze à Erevan. Orujov a traduit de nombreux livres d'auteurs arméniens tels que H.Paronyan, V.Petrosyan, K.Sarkisyan, K.Arshakyan de l'arménien vers l'azerbaïdjanais et le russe. En mars 1984, il a déménagé à Bakou et a été embauché comme rédacteur en chef adjoint de la maison d'édition Gənclik (jeunesse) et en mars 1986, il a été nommé rédacteur en chef de la maison d'édition, poste qu'il a occupé jusqu'en 1992. En tant qu'éditeur, il a considérablement élargi la bibliothèque de livres sur l'Azerbaïdjan sur les marchés internationaux. Orujov a également été membre du conseil d'administration du journal de l'Union des écrivains et du journal azerbaïdjanais Literature.

## Carrière politique
Selon Adam Schiff, au début du mouvement du Karabakh qui a mené à la première guerre du Haut-Karabakh et quelques jours avant le pogrom de Sumgait, Hidayat Orujov, un dirigeant du Parti communiste d'Azerbaïdjan, a averti les Arméniens de Sumgait : « Si vous n'arrêtez pas de faire campagne pour l'unification du Haut-Karabakh avec l'Arménie, si vous ne dessaoulez pas, 100 000 Azéris des districts voisins entreront par effraction dans vos maisons, incendieront vos appartements, violeront vos femmes et tueront vos enfants.", Cela a cependant été nié plus tard par Orujov lui-même qui, dans son interview, a déclaré que non seulement il n'avait jamais fait publiquement de déclarations visant à déclencher un conflit interethnique, mais aussi qu'il n'était pas présent à Sumgait et n'occupait aucun rôle politique à l'époque.
En 1992-1993, Orujov a été conseiller d'État pour les relations interethniques auprès du président de l'Azerbaïdjan. De 1993 à 2006, il a été conseiller d'État sur les politiques nationales ; en 2005-2006, il a été conseiller d'État sur les minorités ethniques et les organisations religieuses auprès du président de l'Azerbaïdjan. Le 27 juin 2006, il a été nommé président du Comité d'État pour le travail avec les organisations religieuses de la République d'Azerbaïdjan en remplacement du Dr Rafig Aliyev. En tant que président du comité d'État, il a accordé une attention particulière à la prévention des enregistrements d'organisations religieuses prétendument recommandés par des services spéciaux étrangers. Hidayat Orujov a été nommé ambassadeur d'Azerbaïdjan en République kirghize en décembre 2012.

## Travaux et récompenses
Orujov a reçu le prix du Contributeur artistique honorable de la RSS d'Arménie en 1978, l'Ordre du Courage personnel en 1970, et a été honoré des prix du Soviet suprême de la RSS d'Azerbaïdjan. En 1989, après que les Arméniens ont revendiqué la région du Karabakh en Azerbaïdjan, Orujov a renoncé à son prix de la RSS d'Arménie. Depuis que l'indépendance de l'Azerbaïdjan a été restaurée, il a également reçu l'Ordre Shohrat et Pour le service à l'Ordre de la Patrie de la République d'Azerbaïdjan, le Prix international de littérature Paydulla Iskeyev de la République tchouvache et un certain nombre de prix de Géorgie et du Daghestan,.